# 性に目覚める頃
『性に眼覚める頃』（せいにめざめるころ）は、1919年（大正8年）10月に室生犀星が雑誌『中央公論』に発表した短編青春小説。翌1920年1月、新潮社より刊行の同題の小説集に入れられた。これは詩人の犀星の初の小説集であった。
詩人・室生犀星が初めて小説に挑戦して中央公論に採用された『幼年時代』の続篇に位置付けられる。犀星は当初『発生』の題名を付けていたが、『幼年時代』を採用した中央公論の名編輯者滝田樗陰が勝手に現題名『性に眼覚める頃』に改めた。前作ですでに大正8年の最高の原稿料（一枚一円）を受け取ったが、この作品でさらに稿料が1.5倍に上がったという。
同じ年に『或る少女の死まで』を書き、翌年には『結婚者の手記』『古き毒草園』『香炉を盗む』などを相次いで発表して自他共に認める新進作家となった。それ以降の3年間（関東大震災で帰郷するまで）は原稿料の誘惑などもあって、「捨身の書き飛ばし」を続けたと述べている。